# Oviglio
Oviglio (piemontiul: J'Ovij vagy J'Oij) település Olaszországban, Piemont régióban, Alessandria megyében. Lakosainak száma 1193 fő (2023. január 1.).